# Злоупотребление психоактивными веществами

Сравнение вреда от употребления различных психоактивных веществ, данные 2007 года.

Под злоупотреблением психоактивными веществами (англ. psychoactive substance abuse) понимается немедицинская или неадекватная форма рекуррентного потребления химических веществ, оказывающих влияние на настроение или поведение человека. Термин «психоактивное вещество» применяется в качестве нейтрального и ёмкого термина для целого класса веществ, запрещённых и разрешённых.
В качестве таких веществ обычно выступают наркотики (как разрешённые, так и запрещённые: амфетамин, кокаин, каннабис, опиаты, экстази, ЛСД), алкоголь, а также психотропные лекарственные средства (транквилизаторы, барбитураты).
Дебаты по поводу практики употребления различных психоактивных веществ ведутся с древности. Злоупотребление подобными веществами отрицательно сказывается на жизни не только непосредственно их употребляющих, но и их родственников и всего общества.
В 2010 году около 5 % людей (230 миллионов) употребляли запрещенные вещества. Из них 27 миллионов употребляют наркотики с высоким риском, иначе называемым периодическим употреблением наркотиков, что причиняет вред их здоровью, вызывает психологические проблемы и/или вызывает социальные проблемы, которые подвергают их риску этих опасностей. В 2015 году расстройства, связанные с употреблением психоактивных веществ, привели к 307 400 случаям смерти по сравнению с 165 000 смертей в 1990 году. Из них наибольшее количество связано с расстройствами, связанными с употреблением алкоголя, — 137 500, расстройствами, связанными с употреблением опиоидов, — 122 100 смертей, расстройствами, связанными с употреблением амфетамина, — 12 200 смертей и расстройствами, связанными с употреблением кокаина, — 11 100.

## Термин
Термин «злоупотребление психоактивными веществами» не используется в Международной классификации болезней (МКБ) вследствие своей двусмысленности. Аналогами в МКБ-10 является «пагубное» или «опасное употребление психоактивных веществ» (англ. harmful use of psychoactive substances).
Некоторыми авторами вместо термина со словом «злоупотребление» используется (как более нейтральный) термин «неправильное употребление психоактивных веществ» (англ. substance misuse).

## Признаки и симптомы
В зависимости от состава наркотиков, а также алкоголя, их злоупотребление может привести к проблемам со здоровьем, социальным проблемам, заболеваемости, травмам, незащищенному сексу, насилию, смерти, дорожно-транспортным происшествиям, убийствам, самоубийствам, физической или психологической зависимости и т. д.
Отмечается высокий уровень самоубийств среди алкоголиков и других наркоманов. Причины, которые, как считается, вызывают повышенный риск самоубийства, включают длительное злоупотребление алкоголем и другими наркотиками, вызывающими физиологические нарушения химии мозга, а также социальную изоляцию. Другим фактором является острое опьяняющее действие наркотиков, которое может повысить вероятность самоубийства. Самоубийства также очень распространены среди подростков, злоупотребляющих алкоголем: каждое четвёртое самоубийство среди подростков связано со злоупотреблением алкоголем. В США примерно 30 % самоубийств связаны со злоупотреблением алкоголем. Злоупотребление алкоголем также связано с повышенным риском совершения уголовных преступлений, включая жестокое обращение с детьми, насилие в семье, изнасилования, кражи со взломом и нападения.
Злоупотребление наркотиками, в том числе алкоголем и отпускаемыми по рецепту лекарствами, может вызвать симптоматику, напоминающую психическое заболевание. Это может происходить как в состоянии алкогольного опьянения, так и при абстиненции. В некоторых случаях психические расстройства, вызванные психоактивными веществами, могут сохраняться долгое время после дезинтоксикации, например, длительный психоз или депрессия после злоупотребления амфетамином или кокаином. Затяжной абстинентный синдром также может возникать с симптомами, сохраняющимися в течение нескольких месяцев после прекращения употребления. Бензодиазепины являются наиболее известными препаратами, вызывающими пролонгированные эффекты отмены, при этом симптомы иногда сохраняются в течение многих лет после прекращения приема. Отказ от алкоголя, барбитуратов и бензодиазепинов может привести к летальному исходу. Злоупотребление галлюциногенами может вызывать бредовые и другие психотические явления спустя долгое время после прекращения употребления.
Каннабис может вызывать приступы паники во время интоксикации, а при длительном употреблении может вызвать состояние, похожее на дистимию. Исследователи обнаружили, что ежедневное употребление каннабиса и употребление сильнодействующих каннабисов независимо друг от друга связаны с более высокой вероятностью развития шизофрении и других психотических расстройств.
Длительное злоупотребление алкоголем обычно вызывает сильную тревогу и депрессию. Даже длительное умеренное употребление алкоголя может повысить уровень тревоги и депрессии у некоторых людей. В большинстве случаев эти вызванные наркотиками психические расстройства исчезают при длительном воздержании. Точно так же, хотя злоупотребление психоактивными веществами вызывает многие изменения в мозге, есть свидетельства того, что многие из этих изменений обращаются вспять после периодов длительного воздержания.